# Muzeum Marcepanu w Szentendre

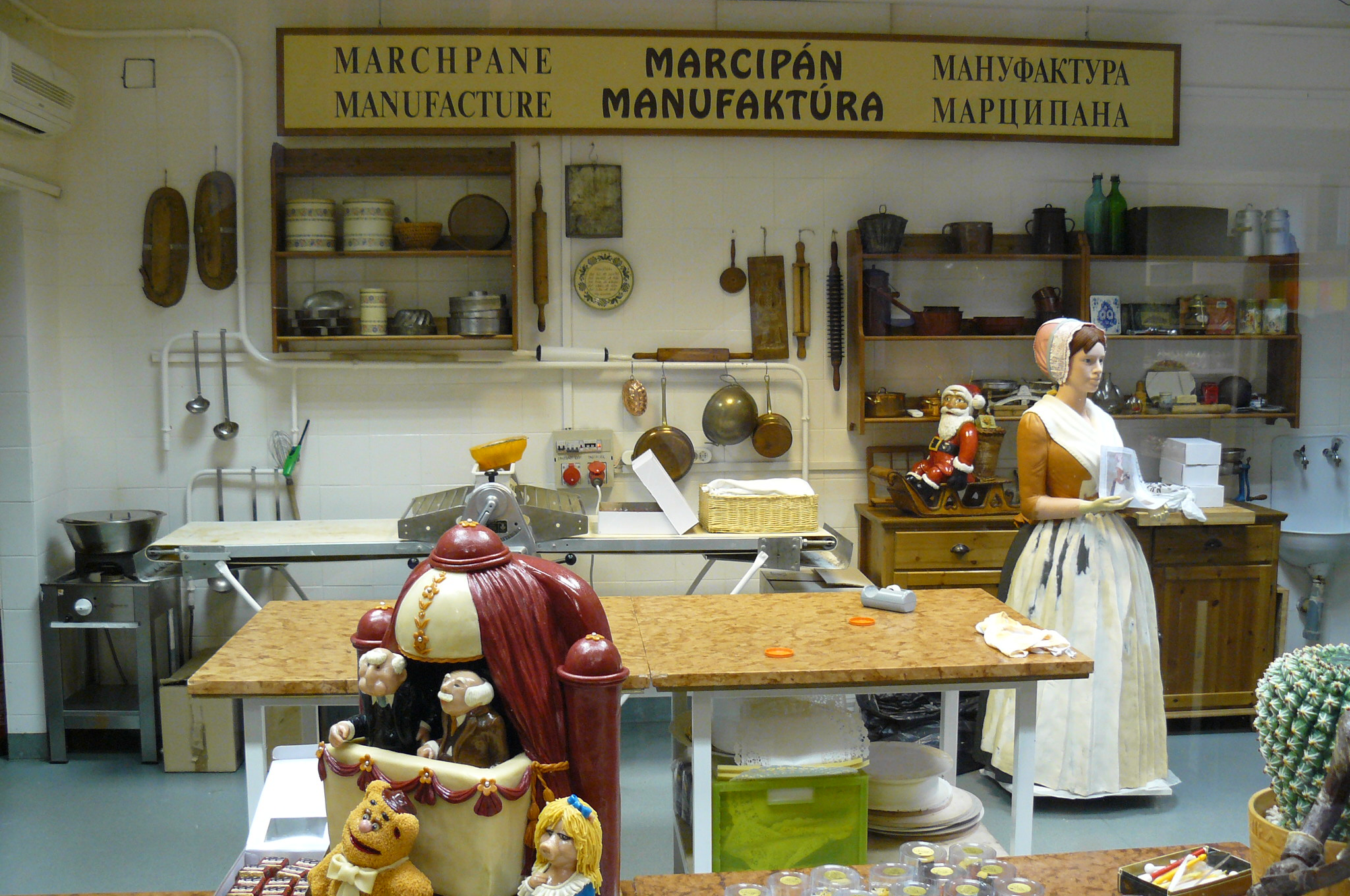
Wnętrze muzeum

Muzeum Marcepanu w Szentendre – muzeum produkcji i zdobienia marcepanu, zlokalizowane przy Dumtsa Jenő utca 12 w Szentendre na Węgrzech.
Muzeum i cukiernia, a także sklep z artystycznymi wyrobami z marcepanu, mieszczą się w jednym budynku. Każdy eksponat jest opisany szczegółowo, co do wagi zużytego surowca. Oglądać można np. miniaturę parlamentu budapeszteńskiego, czy też znane figury ze świata kultury popularnej, takie jak Muppety, 101 dalmatyńczyków, itp. Oprócz tego prezentowane są maszyny i urządzenia do produkcji marcepanu, w większości czynne i używane do produkcji na miejscu.
Okolice Budapesztu słyną z produkcji migdałów nadających się doskonale do produkcji marcepanu. Stąd w Szentendre wykształciła się długoletnia tradycja w tym zakresie, której historię pokazuje placówka.
Po drugiej stronie ulicy stoi dom z tablicą pamiątkową – urodził się tutaj serbski powieściopisarz – Jakov Ignjatović.